# Ічкин-Джилга
Ічкин-Джилга (крим. İçkin Cılğa, Сарайминська) — річка в Україні, у Керченському районі Автономної Республіки Крим.

## Опис
Довжина річки приблизно 15,39 км, найкоротша відстань між витоком і гирлом — 12,97  км, коефіцієнт звивистості річки — 1,19 . Формується багатьма безіменними струмками та загатами.

## Розташування
Бере початок на південній стороні від села Горностаївка (до 1948 — Аккоз, крим. Aqköz) ). Тече переважно на південний схід і на південно-західній стороні від села Огоньки (до 1948 — Орта-Елі, крим. Orta Eli) впадає у Тобечицьке озеро.

## Цікавий факт
- У XIX столітті річка протікала через село Кият-Сараймин[4].